# دوولا (اوهایو)
دوولا (به انگلیسی: Devola) یک منطقهٔ مسکونی در ایالات متحده آمریکا است که در شهرستان واشینگتن، اوهایو واقع شده‌است. دوولا ۱۳٫۹ کیلومتر مربع مساحت و ۲٬۷۷۱ نفر جمعیت دارد و ۲۰۸ متر بالاتر از سطح دریا واقع شده‌است.